# Київський механіко-технологічний коледж
Ки́ївський меха́ніко-технологі́чний фаховий ко́ледж (КМФТК) — державний вищий навчальний заклад України, ІІ рівня акредитації, розташований у місті Києві.

## Історія
Історія Київського механіко — технологічного коледжу починається з 1967 року, коли на лівому березі Дніпра, в приміщенні школи № 128 по вулиці Чернігівській, 6, розпочала свою діяльність філія Дніпропетровського механіко-металургійного технікуму, а наказом Міністра чорної металургії УРСР від 02.07.1968 року за № 244 уже був створений Київський механіко-металургійний технікум як самостійний навчальний заклад. Свого приміщення ще не було, тому і орендували частину площі по вулиці Чернігівська, 6, та частину — на вулиці Заслонова, 3. Коштами Міністерства чорної металургії СРСР та за безпосередньої участі викладачів і студентів, було побудовано навчальний та лабораторний корпуси і введено в дію в листопаді 1973 року, а в 1975 році відкрив свої двері для студентів новий дев'ятиповерховий гуртожиток. Все це — під керівництвом першого директора технікуму Шаповалова Олексія Євграфовича.
Із часом технікум зміцнював свою матеріальну базу, зростала кількість студентів, викладачів. Підвищувалася й ускладнювалася методологія, навчальні програми, вимоги до професійної освіти.
Навчання велося за денною, вечірньою і заочною формами .
Із червня 1977 і по жовтень 2006 року навчальним закладом керував Остапенко Микола Григорович.
Київський механіко-металургійний технікум — державний навчальний заклад, був підпорядкований Міністерству промисловості України, а з 24.05.1997 року — Міністерству освіти і науки України.
Із грудня 2006 року директором технікуму призначено Надію Дмитрівну Кахуту, яка працювала у навчальному закладі з 1987 року на посаді викладача математики, була головою комісії природничо-математичних дисциплін, заступником директора із навчальної роботи.
За сприянням директора наказом Міністерства освіти і науки України за № 546 від 26.06.2007 . Київський механіко-металургійний технікум перейменовано у Державний вищий навчальний заклад «Київський механіко-технологічний коледж».
У 2012 році директором обрано — Шкарлата Ігоря Володимировича.

## Відділення коледжу
- «Діловодство та соціальна робота».
- «Механіко — технологічне».
- «Економічне».
- Заочне відділення.

## Спеціальності

### НАПРЯМ: «Культура»

#### СПЕЦІАЛЬНІСТЬ: «Діловодство».
Діловод-референт із знанням комп'ютера готується до професійної діяльності із організації і забезпечення діловодства, документаційного та інформаційного обслуговування управлінської діяльності і призначений для роботи у виробничих і невиробничих сферах, в установах всіх форм власності — завідувача (заступника) одного з структурних підрозділів служби документаційного та інформаційного забезпечення управління (канцелярії, архіву, машбюро тощо) — інспектора служби діловодства документаційного та інформаційного забезпечення управління — організатора управлінської праці.

### НАПРЯМ: «Соціологія»

#### СПЕЦІАЛЬНІСТЬ: «Соціальна робота»
Соціальний працівник — фахівець, підготовлений для професійної діяльності на ринку соціальних послуг. Необхідність соціальних працівників виникла у зв'язку з соціальними реформами. Професійний соціальний працівник виступає в ролі посередника між громадянином та державою, отримує знання, навички та уміння, необхідні для діяльності в галузі соціального консультування, організації соціальної допомоги населенню.

### НАПРЯМ: «Інженерна Механіка»

#### СПЕЦІАЛЬНІСТЬ: «Обслуговування та ремонт обладнання металургійних підприємств»
Фахівці таких спеціальностей є найдефіцитнішими в Україні, тому завжди мають гарантовану роботу.
Спеціальність «Обслуговування та ремонт обладнання металургійних підприємств» заснована у 1968 році. На цій спеціальності готують спеціалістів ремонтної служби середньої ланки.

### НАПРЯМ: «Зварювання»

#### СПЕЦІАЛЬНІСТЬ: «Обслуговування і ремонт устаткування зварювального виробництва»
Майже на кожному підприємстві та в інших організаціях народного господарства використовується зварювання. Зварювання проводиться: у повітрі, під водою, у космосі. Ці спеціальності є найдефіцитніші. Завжди є велика потреба у фахівцях цих спеціальностей.

### НАПРЯМ: «Економіка та підприємництво»

#### СПЕЦІАЛЬНІСТЬ:«Оціночна діяльність»
Спеціал

### НАПРЯМ: «Менеджмент»

#### СПЕЦІАЛЬНІСТЬ: «Організація виробництва»
Сучасний менеджер — це фахівець з високим рівнем теоретичної і практично-виробничої підготовки, який здійснює оперативне управління первинним виробничим підрозділом, формує колектив та забезпечує його ефективну роботу.
Менеджмент виступає як засіб формування ринкових стратегій, залучення інвестицій, здійснення нововведень, оптимізації співвідношень попиту і пропозицій.